# Je t'aime, je t'aime - Anatomia di un suicidio
Je t'aime, je t'aime - Anatomia di un suicidio è un film del 1968 diretto da Alain Resnais.
La pellicola di fantascienza, di produzione francese, è stata sceneggiata da Jacques Sternberg con il regista. Avrebbe dovuto essere presentata in concorso al Festival di Cannes del 1968, ma il festival venne cancellato in seguito allo sciopero generale che sconvolse la Francia nel maggio 1968 (Maggio francese).

## Trama
Claude Ridder decide di suicidarsi in seguito ad una delusione amorosa. Fallito il tentativo scopre di essere stato scelto da alcuni scienziati per un esperimento particolare: il viaggio nel tempo. Claude acconsente, entra in una sorta di sfera uterina e viene mandato indietro nel tempo della propria vita. Inizialmente si ritrova su una spiaggia, condannato a ripetere sempre lo stesso gesto. Successivamente, a causa di un malfunzionamento della macchina, intraprende un ossessivo percorso a zig zag nella memoria. L'insoddisfazione, però, resta. Il suicidio è ancora una volta l'unica soluzione.

## Critica
"non il film più ispirato del regista... acute e poetiche osservazioni sul comportamento umano e sulla memoria".
Paolo Mereghetti, "Dizionario dei film", 1994.

## Riconoscimenti
- 1968 – Festival di San Sebastián
  - Concha de Plata al miglior attore a Claude Rich